# Sant Dalmai
Sant Dalmai és un poble del terme municipal de Vilobí d'Onyar a la comarca de la Selva. Hi passa la carretera local GI-533. Segons les dades del padró municipal a data del 2023, Sant Dalmai té 601 habitants (2010: 549 habitants). La festa major se celebra al voltant dels dies 6 i 8 de desembre.
Aquest poble havia pertangut al districte municipal de Brunyola, però el 1910 va ser agregat al municipi de Vilobí.
Destaca l'església parroquial dedicada a Sant Dalmau, del segle xvi-xvii. També l'ermita de Sant Llop. S'hi pot accedir per un camí que passa per davant de l'església de Sant Dalmai i s'enfila pel turó. L'ermita conserva l'estructura de planta rectangular amb un absis semicircular a la capçalera. La volta lleugerament apuntada deixa veure les empentes de l'encanyissat utilitzat en la construcció que podria ser dels segles xii-xiii. No se sap quan s'hi va abandonar el culte. A mitjan segle xix s'hi va construir, aprofitant en part el campanar d'espadanya, una torre o talaia de rajola, que va servir de torre de comunicacions de telegrafia òptica de la línia militar de Barcelona-França i es va envoltar d'una fossat, deixant una plataforma semicircular davant de l'antiga entrada de la capella.
La festa major de Sant Dalmai se celebra al voltant del 6 i del 8 de desembre en honor del patró de Sant Dalmai, que és sant Dalmau de Pavia, el 5 de desembre. Actualment, la festa major de Sant Dalmai és organitzada per l'Associació Cultural Els Llobatons, una associació sense ànim de lucre que es va fundar el 2003 per continuar la tasca que havia emprès l'antiga comissió de festes. Aquesta associació organitza, també, al llarg de l'any altres activitats com el Carnestoltes, la revetlla de Sant Joan, el tió de Nadal, el carter reial o la cavalcada dels Reis Mags.

## Toponímia
Sant Dalmai té el seu origen en el nom del bisbe i màrtir sant Dalmau que va viure al segle iii i que va fer molts miracles i va ser bisbe de Pavia. Fou martiritzat, i l'Església el canonitzà.